# Pseudorichardia
Pseudorichardia är ett släkte av tvåvingar. Pseudorichardia ingår i familjen bredmunsflugor.
Kladogram enligt Catalogue of Life:
| Pseudorichardia | \| \| Pseudorichardia aristalis \| \| \| \| \| \| Pseudorichardia bezziana \| \| \| \| \| \| Pseudorichardia flavitarsis \| \| \| \| \| \| Pseudorichardia interrupta \| \| \| \| |
|                 | \| \| Pseudorichardia aristalis \| \| \| \| \| \| Pseudorichardia bezziana \| \| \| \| \| \| Pseudorichardia flavitarsis \| \| \| \| \| \| Pseudorichardia interrupta \| \| \| \| |
|                 | Pseudorichardia aristalis |
|                 | |
|                 | Pseudorichardia bezziana |
|                 | |
|                 | Pseudorichardia flavitarsis |
|                 | |
|                 | Pseudorichardia interrupta |
|                 | |